# 绥越郡
绥越郡，中国南北朝时设置的郡。
南朝陈置，治所在绥越县（今广西壮族自治区富川瑶族自治县南）。属桂州。辖境相当今富川瑶族自治县一带。隋朝开皇九年（589年）废。